# Nathan Jacobson

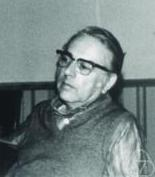

Nathan Jacobson (Warschau, 5 oktober 1910 - 5 december 1999) was een Amerikaans wiskundige.
Geboren in Warschau, Polen emigreerde hij met zijn Joodse familie in 1918 naar Amerika. Hij gold als een van de leidende algebraïsten van zijn generatie. Daarnaast was hij de schrijver van meer dan een dozijn standaard tekstboeken. Hij behaalde zijn masters in 1930 aan de Universiteit van Alabama en promoveerde in 1934 aan de Princeton-universiteit. Tijdens het werken aan zijn proefschrift, Niet-commutatieve veeltermen en cyclische algebra's, werd hij geadviseerd door Joseph Wedderburn.
Jacobson deed onderzoek en onderwees aan Bryn Mawr College (1935-1936), de Universiteit van Chicago (1936-1937), de Universiteit van North Carolina te Chapel Hill (1937-1943), en de Johns Hopkins University (1943-1947), voordat hij in 1947 naar Yale-universiteit overstapte. Hij bleef tot zijn pensionering aan Yale verbonden.
Hij was lid van de National Academy of Sciences en de American Academy of Arts and Sciences. Van 1971 tot 1973 diende hij als voorzitter van de American Mathematical Society. In 1998 ontving hij de hoogste eer, de Leroy P. Steele prijs voor zijn gehele oeuvre. Hij was van 1972 tot 1974 ook vicevoorzitter van de Internationale Wiskundige Unie.